# Cricetulus griseus
A Cricetulus griseus az emlősök (Mammalia) osztályának rágcsálók (Rodentia) rendjébe, ezen belül a hörcsögfélék (Cricetidae) családjába tartozó faj.

## Rendszertani besorolása
A Cricetulus griseus-t korábban azonosnak vélték a kínai csíkos törpehörcsöggel (Cricetulus barabensis) Pallas, 1773; gyakran annak alfajaként emlegették Cricetulus barabensis griseus néven. A két állatfaj szétválasztása még nem fogadott el széles körben, úgyhogy egyes biológusok még ma is azonos fajnak tekintik e kisemlősöket.

## Előfordulása
Ez az emlősfaj Kína északi sivatagaiban és Mongóliában honos.

## Megjelenése
A Cricetulus griseus fej-testhossza 8,2-12,7 centiméter és farokhossza 2-3,3 centiméter hosszú. Születéskor 1,7 gramm, felnőttkorában pedig 30-45 gramm tömegű. A testfelépítése a rokonaihoz képest karcsúnak hat; ezenkívül farka is hosszabb. A hímeknek nagy herezacskóik (scrotum) vannak, emiatt házi kedvencnek csak a nőstényeket adják el. A hímeket csak szaporításra és laboratóriumi kísérletekben (a patkányok és a házi egerek előtt) használják, illetve használták.
A vadon élő, természetes színű példányok bundája barna. A gerinc mentén fekete csík fut végig. Pofája szürkével foltozott és hasi része fehéres. Karcsú teste és hosszabb farka miatt egérszerűen néz ki. A háziasított példányok lehetnek teljesen fehérek, vagy fehérek fekete háti csíkkal.

## Életmódja
Ez az élőlény időnként agresszív természetű; fiatal korában félénk is lehet. Azonban, házi kedvencként ha megfelelő bánásmódban részesül nyugodt és kedves kis állatnak bizonyul. Általában 2-3 évig él.

## Egyéb
Mielőtt a patkányokat és egereket használták volna a laboratóriumokban, a Cricetulus griseus volt a kísérletek „tárgya”. Azonban ezt az állatot nehezebb szaporítani, mint az előbb felsoroltakat, emiatt a laboratóriumok áttértek azokra. A Cricetulus griseus-t manapság már csak az úgynevezett CHO-petesejtek előállítására használják fel.
Az Amerikai Egyesült Államok Kalifornia és New Jersey államaiban kártevőnek számít ez a kisemlős, emiatt e helyeken külön engedélyt kell szerezni az állat tartásához, szaporításához és a vele való kereskedéshez.

## Képek

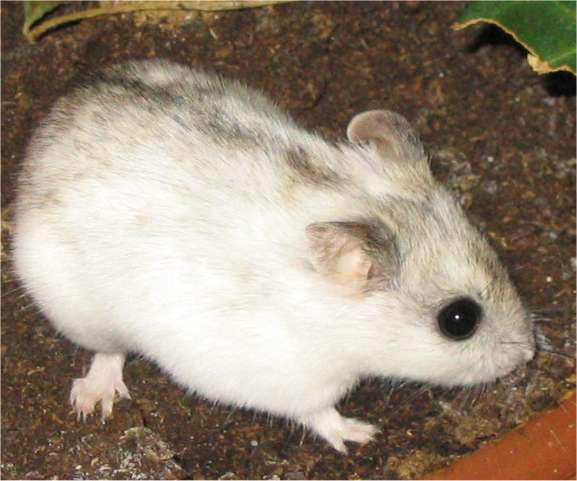
Kitenyésztett példány
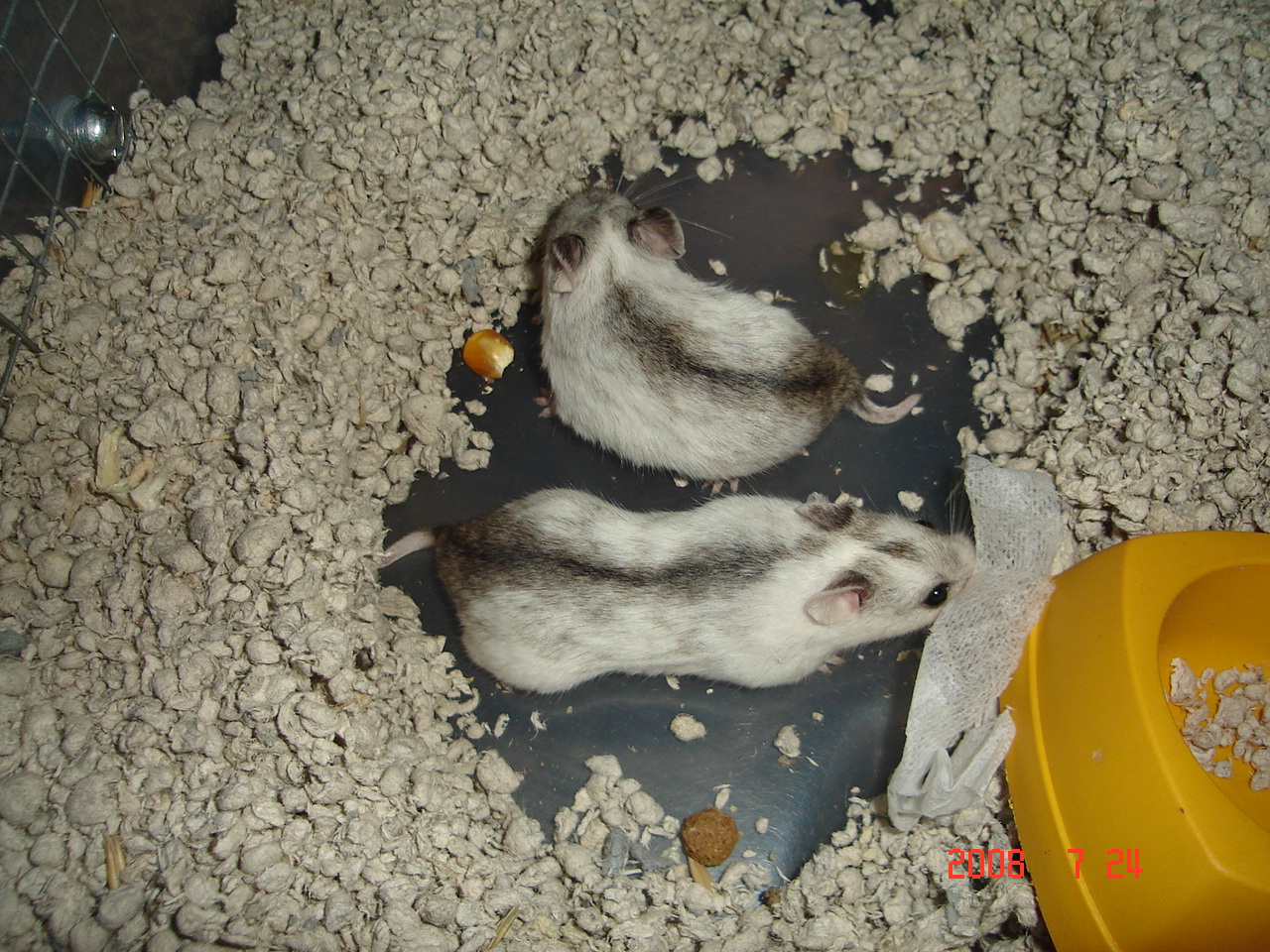
A jellegzetes fekete gerinc menti csíkkal

### Fordítás
- Ez a szócikk részben vagy egészben  a   White-tailed rat című angol Wikipédia-szócikk ezen változatának fordításán alapul.  Az eredeti cikk szerkesztőit annak laptörténete sorolja fel. Ez a jelzés csupán a megfogalmazás eredetét és a szerzői jogokat jelzi, nem szolgál a cikkben szereplő információk forrásmegjelöléseként.